# АББА
АББА (на шведски: АВВА, стилизирано като АᗺBA) е шведски вокален квартет, създаден в Стокхолм през 1972 г. от Бьорн Улвеус – композитор, вокалист и китарист, Бени Андершон – клавишни инструменти и вокалист, Агнета Фелтскуг – вокалистка и Ани-Фрид Люнгста – вокалистка. Името на групата е акроним на първите букви на първите им имена. Те стават една от най-популярните и най-успешни поп групи от 1974 г. до 1982 г. и най-разпознаваемите музикални изпълнители от Швеция, начело на много световни класации. АББА продава 370 милиона албума, което я нарежда на второ място по продажби в Европа след „Бийтълс“ и на четвърто място в света. Печели конкурса за песен на Евровизия 1974 в Брайтън, Великобритания, давайки на Швеция първия триумф на конкурса.
По време на активните си години, групата се състои от две семейни двойки: едната е Фелтскуг и Улвеус, другата Люнгста и Андершон. С увеличаването на тяхната популярност, техният личен живот страда, което в крайна сметка води до разпадане на двата брака. Промените в отношенията се отразяват в музиката на групата, като последните композиции са с по-мрачни и по-интроспективни текстове. След разпадането на АББА през януари 1983 г., членовете преследват самостоятелни кариери със смесен успех.
През 1999 г. музиката на АББА е адаптирана към успешния мюзикъл Mamma Mia! който обикаля целия свят. Филм със същото име излиза през 2008 г. Продължението Mamma Mia! Here We Go Again, излиза през 2018 г. На 27 април 2018 г. е обявено, че групата записва две нови песни след 35 години на неактивност, наречени I Still Have Faith in You и Don't Shut Me Down. На 18 септември 2018 г. в интервю Андерсън каза, че те все още работят върху песните, с евентуално написана трета и ще бъдат издадени през 2019 г.
АББА е първата група от неанглоезична страна, която постига успех в класациите на англоговорещите страни, включително Великобритания, Ирландия, Канада, Австралия, Нова Зеландия, Южна Африка и Съединените щати. В Обединеното кралство те имат запис от осем последователни албума номер едно. Групата също се радва на значителен успех в Латинска Америка и записва колекция от хит песни на испански. Групата е отличена на 50-годишнината на песенния конкурс Евровизия през 2005 г., когато техният хит Waterloo е избран за най-добра песен в историята на състезанието. Групата е въведена в Залата на славата на рокендрола през 2010 г. През 2015 г. песента им Dancing Queen е въведена в Залата на славата на „Грами“.

## История
Името на групата е съставено от първите букви на собствените имена на четиримата членове (Агнета, Бени, Бьорн, Ани-Фрид).
Успехът на групата се дължи на оригинални, лесно възприемащи се мелодии, поп аранжименти и сексапилни вокалистки. Това превръща квартета в световна сензация за доста години напред. Успехът се постига с много труд, професионализъм и естествено с късмет. През 70-те години те постигат комерсиални успехи, сравними с тези на „Бийтълс“ през 60-те.
Агнета и Фрида са известни в Швеция няколко години преди формирането на групата. Бени и Бьорн се срещат за първи път през пролетта на 1966 г., но едва в 1970 г. започват да пишат песни като творчески тандем. През 1972 г. шведският музикален продуцент, автор на текстовете на много от песните им след това Стиг Андершон ги ангажира за музика към телевизионни предавания. Двамата се съгласяват и решават да обогатят музиката си с дамски вокали. Те канят да се присъединят към дуета своите приятелки Агнета и Фрида.
През 1973 г. се включват във фестивала на Евровизия с песента „Ring Ring“, но са класирани на трето място. Наградата на Евровизия спечелват на следващата 1974 г. на фестивала в Брайтън, Англия с песента „Waterloo“.
Албумите, турнетата и неповторимият стил на групата прави АББА легенда. Личните им конфликти обаче стават творчески, така че в зенита на славата си групата е напът да се разпадне. Това става в края на 1982 г. И няма официално изявление за това какви са причините за разпадането на групата.
Агнета и Фрида издават няколко самостоятелни успешни албума. Бени и Бьорн пишат музиката за мюзикъла „Шахмат“.
През 90-те се наблюдава завръщане на интереса към група АББА. В тяхна чест е написан мюзикълът „Mamma Mia“, представян на световните сцени, а през 2008 г. и филмът „Mamma Mia“, с участието на Мерил Стрийп, Пиърс Броснан, Колин Фърт и др.
През 2000 година на групата е предложено да се събере за световно турне при фантастични финансови условия на стойност почти 1 милиард долара. Единственият член на АББА, който категорично отказва, е Агнета. Тя издава албум през 2004 г. Фрида също издава и албуми на шведски език, насочени към скандинавския пазар. Джон Лорд от Дийп Пърпъл я кани за участие в самостоятелния си албум през есента на 2004 г. Днес легендарното студио „Polar Music“ е закрито, а в музея на шведската култура в Стокхолм се намират китарата на Бьорн и синтезаторът на Бени.

## Дискография
- Ring Ring (1973)
- Waterloo (1974)
- ABBA (1975)
- Arrival (1976)
- The Album (1977)
- Voulez-vous (1979)
- Super Trouper (1980)
- The Visitors (1981)
- Voyage (2021)

## Ремикси и кавъри
- Hung Up, Мадона (2006)
- Happy new year – Таря Турунен (2006)